# Microrregión de Gurupi (Maranhão)
La microrregión de Gurupi es una de las  microrregiones del estado brasileño del Maranhão perteneciente a la mesorregión  Oeste Maranhense. Su población según el censo 2010 es de 221.643 habitantes y está dividida en catorce municipios. Su población está formada por una mayoría de negros y mulatos 58.7, caboclos(mestizos de indios y blancos)22.5, blancos 18.1, indígenas 0.6 y asiáticos 0.1, habitaban en el año 2010 la región 1.311 indígenas. Posee un área total de 21.557,642 km².

## Municipios
- Amapá do Maranhão
- Boa Vista do Gurupi
- Cândido Mendes
- Carutapera
- Centro do Guilherme
- Centro Novo do Maranhão
- Godofredo Viana
- Governador Nunes Freire
- Junco do Maranhão
- Luís Domingues
- Maracaçumé
- Maranhãozinho
- Turiaçu
- Turilândia

- Datos: Q980755